# NGC 3435
NGC 3435 (również PGC 32786 lub UGC 6025) – galaktyka spiralna z poprzeczką (SBb), znajdująca się w gwiazdozbiorze Wielkiej Niedźwiedzicy. Odkrył ją William Herschel 9 kwietnia 1793 roku.
W galaktyce tej zaobserwowano supernową SN 1999bh.